# Hulin, Fujian
Hulin (kinesiska: 湖林) är en socken i sydöstra Kina. Den ligger i Hua'an härad i staden Zhangzhou i provinsen Fujian, omkring 210 kilometer sydväst om provinshuvudstaden Fuzhou. Antalet invånare är 9 056. Befolkningen består av 4 270 kvinnor och 4 786 män. Barn under 15 år utgör 17,0 %, vuxna 15-64 år 73 %, och äldre över 65 år 9,0 %.